# Comuna de Baborów
Baborów (anteriormente, gmina Baworów) é uma comuna urbano-rural na voivodia de Opole, no condado de Głubczyce. Nos anos de 1975–1998, a comuna fazia parte administrativamente da antiga voivodia de Opole.
A sede da comuna é Baborów.
Segundo dados de 31 de dezembro de 2022, a comuna era habitada por 5 725 pessoas.

## Localidades
Localidades situadas na comuna de Baborów:
Cidades:
- Baborów (sede da comuna)

Sołectwa:
- Babice
- Boguchwałów
- Czerwonków
- Czerwonków-Osiedle]
- Dziećmarów
- Dzielów
- Księże Pole
- Langowo
- Raków
- Sucha Psina
- Sułków
- Szczyty
- Tłustomosty

Povoamento humano:
- Rogów
- Wierzbno

## Estrutura da superfície
Segundo dados de 2002, a comuna de Baborów tem uma área de 117,1 km², incluindo:
- Terras agrícolas: 89%
- Área florestal: 3%

A comuna constitui 17,4% da área do condado.

## Demografia
Dados em 31 de dezembro de 2022:
| Descrição                         | Total     | Total | Mulheres  | Mulheres | Homens    | Homens |
| --------------------------------- | --------- | ----- | --------- | -------- | --------- | ------ |
| unidade                           | habitante | %     | habitante | %        | habitante | %      |
| população                         | 5 725     | 100   | 2 937     | 51,3     | 2 788     | 48,7   |
| densidade populacional (hab./km²) | 48,9      | 48,9  | 25,1      | 25,1     | 23,8      | 23,8   |

## Comunas vizinhas
Głubczyce, Kietrz, Pawłowiczki, Pietrowice Wielkie, Polska Cerekiew, Rudnik